# 許健
许健（1923年1月23日—2017年11月7日），河北磁县人。古琴家、音乐史学者，师从管平湖、杨荫浏等人弹奏古琴、研习乐理，曾任中国艺术研究院音乐研究所研究员、北京古琴研究会副会长。中國共產黨黨員。
在1950年代間，在查阜西的帶領下和王迪一同前往全國各地訪問各位琴人，錄取了來自86位琴家的262首琴曲，他和王迪記的譜在1962年出版為《古琴曲集》。
著有《琴史初編》，後來修訂並擴充為《琴史新編》。

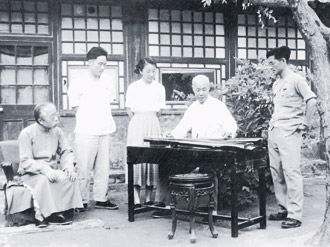
許健（右一）和溥雪齋（左起）、鄭珉中、王迪等人在北京古琴研究會四合院裡聽汪孟舒彈琴